# Eptesicus chiriquinus
Eptesicus chiriquinus és una espècie de ratpenat de la família dels vespertiliònids. Viu a Colòmbia, l'Equador, Panamà i Veneçuela. Els seus hàbitats naturals són els boscos tropicals montans i els boscos perennes. Es tracta d'un animal insectívor. Està amenaçat per la pertorbació dels seus hàbitats.